# Honório Lemes
Honório Lemes da Silva, conhecido como "O Leão do Caverá" (Cachoeira do Sul, 23 de setembro de 1864 — Rosário do Sul, 30 de setembro de 1930) foi um tropeiro e proprietário de pequena estância brasileiro, pobre e quase analfabeto que, patriota, liberal convicto e admirador de Gaspar da Silveira Martins, ao rebentar a revolução federalista, em 1893 (29 anos), ingressou como simples soldado nas fileiras revolucionárias, chegando ao posto de coronel. Terminada a luta em 1895 (31 anos), voltou a se dedicar às lidas campeiras.
Em 1923 (59 anos) voltou a pegar em armas, dessa vez para lutar contra a posse de Borges de Medeiros, que havia sido reeleito para o quinto mandato consecutivo no governo gaúcho. Em novembro do ano seguinte voltou a rebelar-se, dessa vez em apoio aos jovens oficiais militares que, liderados por Luís Carlos Prestes, sublevaram unidades do Exército no interior gaúcho contra o governo do presidente Artur Bernardes. Em 1925 (61 anos) foi preso e levado para Porto Alegre, porém, conseguiu fugir e exilou-se na Argentina. Apoiou a candidatura presidencial derrotada de Getúlio Vargas em 1930. Morreu na casa de seu sogro no interior do município de Santana do Livramento ,sendo sepultado na cidade Rosário do Sul 
- o
- Biografia de Honório Lemes da Silva na Página do Gaúcho
- Reportagem "A liberdade não se implora de joelhos", revista o Viés